# Суифт (округ)
Суи́фт (англ. Swift County) — округ в штате Миннесота, США. Административный центр и крупнейший город — Бенсон. По переписи 2000 года в округе проживают 11 956 человек. Площадь — 1949 км², из которых 1926,2 км² — суша, а 22,8 км² — вода. Плотность населения составляет 6 чел./км².

## История
Округ был основан в 1870 году.